# Bleke klaproos
De bleke klaproos (Papaver dubium) is een in West-Europa vrij algemeen voorkomende, eenjarige plant uit de papaverfamilie (Papaveraceae). Andere naam: kleine klaproos. De soort is kleiner dan de grote klaproos en de bloemen zijn meer oranjeachtig van kleur.

## Beschrijving
De plant wordt 20-60 cm hoog. De ronde stengels zijn stijfbehaard. De soort komt voor op akkers, langs wegen en spoorlijnen en op andere verstoorde zanderige gronden. De plant is alleenstaand en bloeit van eind mei tot augustus.
Het blad is grijsgroen, kortbehaard en dubbel-veerdelig zonder duidelijke eindlob. Deze bladeren vallen na een week uit elkaar.
De bloem is oranjeachtig rood en heeft een doorsnede van 3-7 cm. De kroonbladen bedekken elkaar voor een deel en zijn meestal niet gevlekt aan de voet. Ze hebben veel purperkleurige meeldraden en een stempelschijf met vijf tot negen groenachtige, bruine of paarsachtige stempelstralen. De stralen overdekken elkaar niet of bijna niet.
De doosvrucht met deksel is langwerpig knotsvormig en aan de voet versmald. Hij springt na rijping spontaan open.

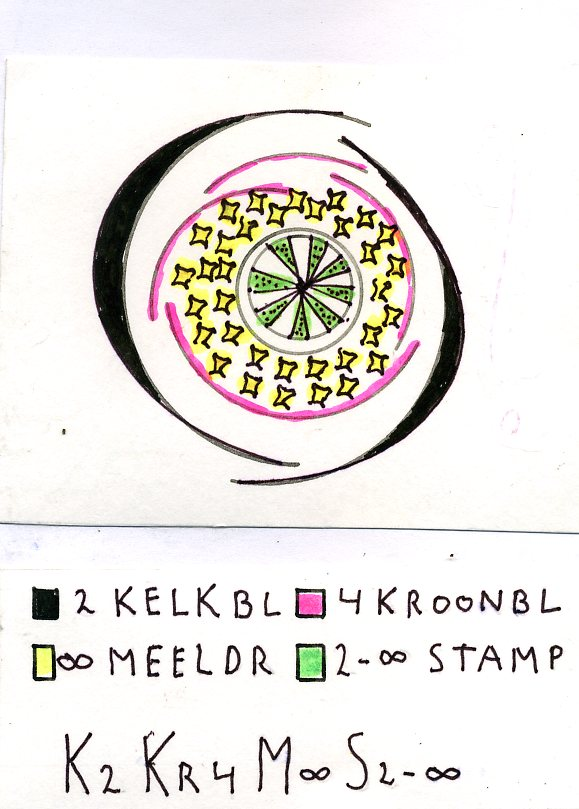
Bloemdiagram
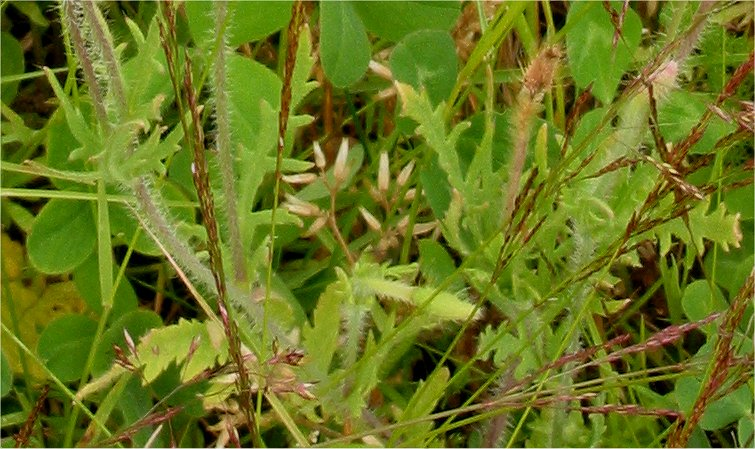
Blad
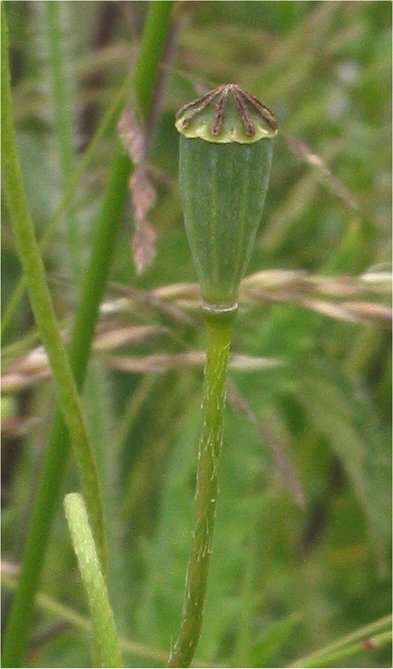
Vrucht